# East Riffa Sports and Cultural Club
Maillots
Actualités
Le East Riffa Sports and Cultural Club (en arabe : نادي الرفاع الشرقي), plus couramment abrégé en East Riffa, est un club bahreïni de football fondé en 1958 et basé dans la ville de Riffa.

## Palmarès
| Compétitions nationales | Compétitions internationales                               |                                                   |
| --- | ---------------------------------------------------------- | ------------------------------------------------- |
| \| - Championnat de Bahreïn (1) : - Champion : 1993-94 - Vice-champion : 1988-89, 1999-00 - Coupe de Bahreïn (3) : - Vainqueur : 1999, 2000, 2014 - Finaliste : 1980, 1986, 1989, 1997, 2022 \| \| - Supercoupe de Bahreïn (1) : - Vainqueur : 2014. \| | - Coupe du golfe des clubs champions : - Finaliste : 1998. |                                                   |
| - Championnat de Bahreïn (1) : - Champion : 1993-94 - Vice-champion : 1988-89, 1999-00 - Coupe de Bahreïn (3) : - Vainqueur : 1999, 2000, 2014 - Finaliste : 1980, 1986, 1989, 1997, 2022                                                               |                                                            | - Supercoupe de Bahreïn (1) : - Vainqueur : 2014. |